# Tubulifera
Tubulifera је група инсеката, подред у оквиру реда трипси.
Последњи трбушни сегмент код врста овог подреда је у облику цеви, а код женски не постоји спољна легалица, као што је то случај код врста подреда Terebrantia. Пипци имају најчешће осам чланака. Предња крила или немају нерве или имају кратак нерв по средини.